# Beskidy Skolskie
Beskidy Skolskie (ukr. Сколівські Бескиди, Skoliwśki Beskydy) – pasmo górskie w Karpatach, na Ukrainie, północna część Bieszczadów Wschodnich. Od północy i zachodu obszar wyznacza rzeka Stryj, natomiast od południa dolina rzeki Sukiel. Najwyższym szczytem jest Magura (1362 m n.p.m.).
Grzbiety górskie tworzą sieć zworników i rozgałęzień, odmienną od właściwych Bieszczadów Wschodnich (Grzbiet Wierchowiński). Obszar jest niemal całkowicie zalesiony oraz praktycznie niezamieszkany. Połoniny występują tylko na najwyższych szczytach. 
Większość pasma znajduje się pod ochroną Parku Narodowego Beskidy Skolskie. 